# 科乔尔德
科乔尔德，是匈牙利索博尔奇-索特马尔-贝拉格州所辖的一个村。总面积25.47平方公里，总人口2828，人口密度111.0人/平方公里（2011年1月1日）。